# Chapter Chaos Begins
Albums de Anonymus
Daemonium État Brute
Chapter Chaos Begins est le cinquième album d'Anonymus et le premier après le départ de Marco Calliari.  C'est donc le seul album du groupe avec un seul chanteur.  Chapter Chaos Begins est reconnu comme étant l'album le plus brutal du groupe.

## Liste des morceaux
| No  | Titre                   | Durée |
| --- | ----------------------- | ----- |
| 1.  | Chapter Chaos Begins    |       |
| 2.  | I Am Addicted           |       |
| 3.  | Suffer The Consequences |       |
| 4.  | Fonce ou crève          |       |
| 5.  | This Is War             |       |
| 6.  | Technology Kills        |       |
| 7.  | Terremoto               |       |
| 8.  | Faster                  |       |
| 9.  | Coupable                |       |
| 10. | Abusive Mental Anarchy  |       |